# Matelea palustris
Espèce
Classification APG III (2009)
Synonymes
- Matelea latifolia Aubl.[1]

- Hostea viridiflora Willd.
- Matelea latifolia Aubl.[2]

Matelea palustris est une espèce d'arbuste sub-endémique de Guyane, appartenant à la famille des Apocynaceae. C'est l'espèce type du genre Matelea Aubl.

## Description

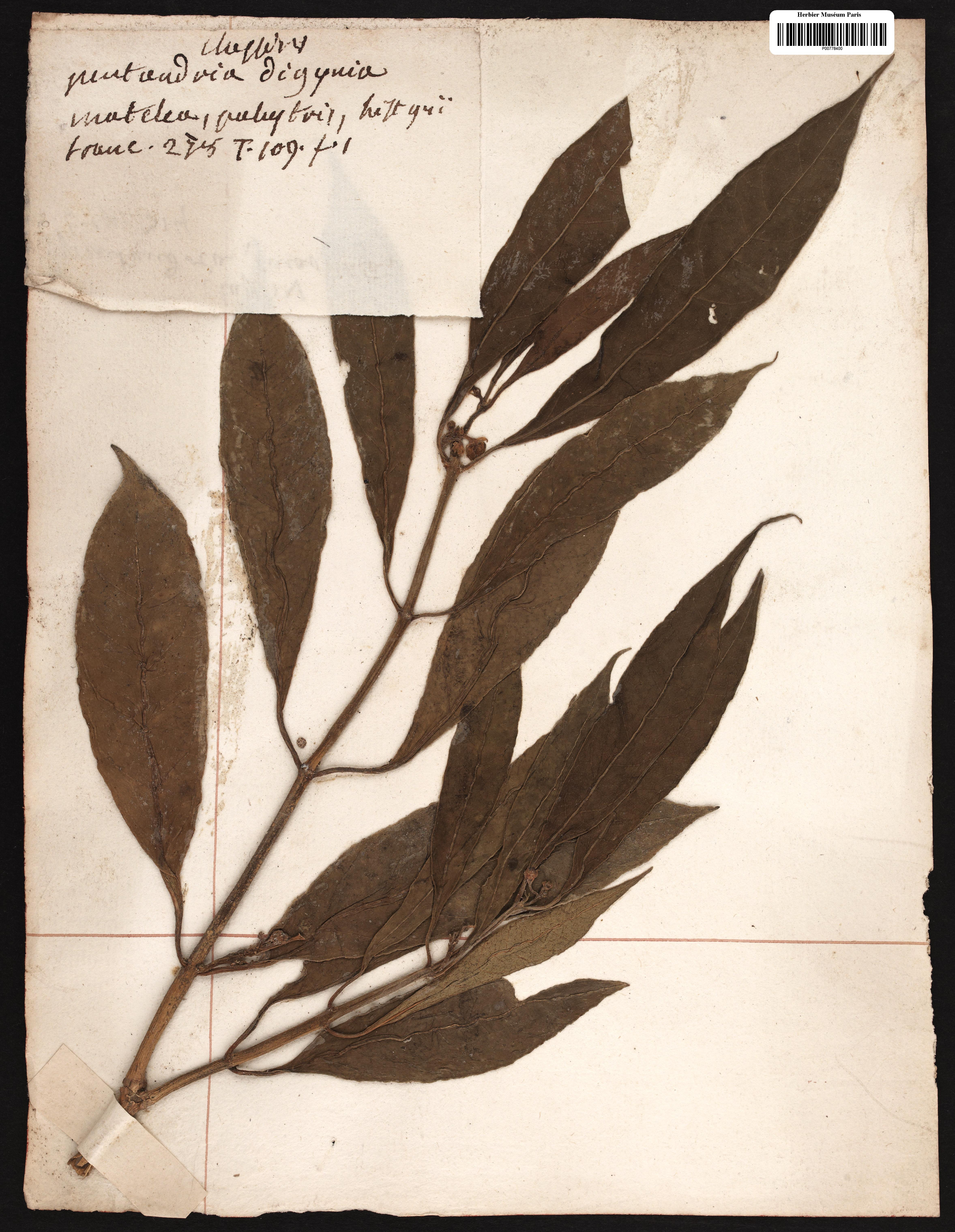
échantillon type de Matelea palustris Aubl. collecté par Aublet en Guyane

Matelea palustris est un arbuste atteignant 1 m de haut. 
Ses tiges portent une pubescence omniprésente, dense ou éparse, composée de trichomes non-glanduleux rétroréfléchis ou étalés, longs de 0,08-0,4 mm, et de trichomes glanduleux capitonnés étalés, longs de 0,04-0,1 mm. 
Le limbe foliaire est de forme elliptiques à lancéolés, à apex longuement acuminé, et à base cunéiforme, attendue ou arrondie, mesurant 6,0-17,5 x 1,5-6 cm, avec 6-11 paires de nervures secondaires, à marges entières.
La face supérieure est glabre, hormis la nervure centrale peu ou modérément pubescente (trichomes non-glanduleux antrorse-apprimés longs de 0,3-0,6 mm).
La face inférieure est glabre, hormis la nervure centrale un peu pubescente (trichomes non-glanduleux antrorse-apprimés ou étalés s'ils sont présents, longs de 0,08-0,25 mm, et trichomes glanduleux en capitules étalés, longs de 0,05-0,08 mm).
L'apiculum est peu à modérément pubescent dessus et dessous (trichomes non-glanduleux antrorse longs de 0,08-0,13 mm), avec 3-7 collétères, lancéolés.
Les pétioles sont longs de 1,0-2,9 cm, modérément à densément pubescents, pubescence omniprésente sur les jeunes feuilles, essentiellement limitée à la crête adaxiale des feuilles plus âgées, trichomes églandulaires antrorse, 0,18-0,9 mm de long, trichomes capitulaires glandulaires étalés s'ils sont présents, 0,04-0,1 mm de long. 
L'inflorescence est de type racème à 5-7 fleurs (1-2 fleurs ouvertes à la fois), portées par des pédoncules longs de 7,4-17,8 mm, modérément à densément pubescents (trichomes non-glanduleux antrorse, étalés, ou rétorse, longs de 0,08-0,3 mm, et trichomes glanduleux en capitule étalés long de 0,04-0,05 mm).
Les pédicelles sont robustes, longs de 5,0-12,8 mm, modérément pubescents (pubescence omniprésente, de trichomes non-glanduleux antrorse ou étalés longs de 0,07-0,1 mm, et trichomes glanduleux en capitule étalés, longs de 0,07-0,08 mm.
Les bractées sont étroitement ovales, longues de 0,8-1,0 mm, à peine pubérulentes, ciliées.
Les lobes du calice sont oblongs ou lancéolés, mesurant 1,7-2,6 x 0,8-1,2 mm, glabres sur la face supérieure, modérément pubescents sur la face inférieure (trichomes non-glanduleux antrorse-apprimés, longs de 0,08-0,19 mm, et trichomes glanduleux capitonnés étalés longs de 0,05-0,08 mm), à sommets obtus, à marges entières nettement ciliées (trichomes non-glanduleux antrorses longs de 0,08-0,1 mm), et avec des 1-2 collétères par sinus, linéaires à lancéoloïdes.
La corolle est subcampanulée à la base, de couleur crème, blanche, blanc verdâtre, jaune pâle, jaune sur la face supérieure et d'un diamètre est de 10,2-14,3 mm.
Le tube mesure environ 1,3-1,4 x 1,6-1,7 mm.
Les lobes sont imbriqués dans le bourgeon, de forme ovales, à l'apex arrondi ou obtus, à marges entières, non ocellés, mesurant 3,6-5,2 x 3,0-3,7 mm (au sinus), à face supérieure glabre, et à face inférieure glabre ou peu pubescente (trichomes non-glanduleux antrorse longs d'environ 0,1 mm, et trichomes glanduleux en capitule étalés, longs d'environ 0.0.05 mm). L'anneau faucal est absent. 
La couronne du gynostème présente ses parties staminales et interstaminales fusionnées. Elle mesure 2,5-3,0 mm de diamètre à la base, avec une crête surélevée sur 0,6-0,8 mm de hauteur, une ligule d'environ 0,17-0,22 x 0,1-0,12 mm, et son sommet tronqué à arrondi, non ligulé, apparaissant comme un sinus. 
La tête de style mesure 1,7-2,2 mm de diamètre, est porté sur une stipe haut de 0,7-0,9 mm, et est dépourvu d'appendice terminal.
Les pollinies ovoïdes, mesurent environ 0,4-0,5 mm x 0,25-0,27 mm, sont portées par un corpuscule long de 0,19-0,21 mm, et pourvues de caudicules. 
Les fruits sont des follicules fusiformes, mesurant 7,8-8,1 x 1,1-1,2 cm, modérément pubescents, (trichomes non-ganduleux antrorse, rétrorse, ou étalés, longs de 0,25-0,28 mm, et trichomes glanduleux capitonnés étalés, longs de 0,04-0,06 mm).
Les graines sont planes, de forme obovales, mesurant 8,6 × 4,5 mm, à surfaces glabres, avec la marge distale dentée.

## Répartition
On rencontre Matelea palustris sur le plateau des Guyanes de l'estuaire de l'Orénoque à l'Oyapock. Elle serait même endémique de Guyane selon une source plus précise (présence avérée sur une bande assez étroite située à environ 50 km de la côte, depuis la région de Cayenne (Guyane) jusqu'à l'Oyapock et présence non confirmée en Amapá - Brésil).

## Écologie
On rencontre généralement Matelea palustris dans la végétation ripicole, depuis le niveau de la mer jusqu'à 50 m d'altitude, fleurit en Guyane d'août à décembre, et fructifie en octobre.
Une autre source plus ancienne (qui confond probablement Matelea palustris avec Matelea graciliflora), rapporte qu'elle affectionne les zones humides le long des cours d'eau, fleurit de mai à novembre et fructifie en juin.
La taxonomie de Matelea palustris est complexe et a fait l'objet d'une étude avec les espèces voisines Matelea herbacea et Matelea graciliflora.

## Protologue

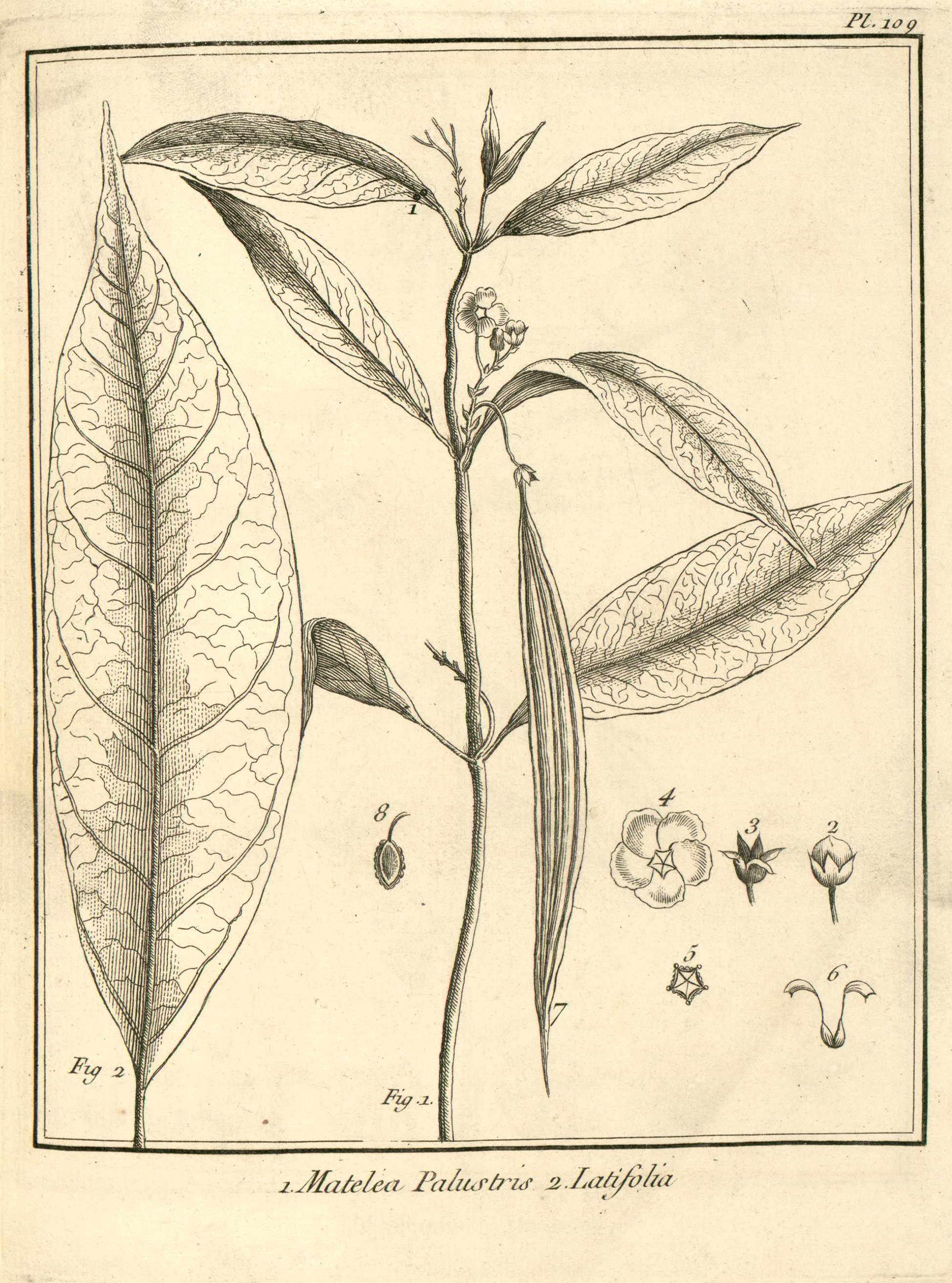
Matelea palustris par Aublet (1775) :
Planche 109. Fig. 1. - 1. Glandes qui ſont ſous la partie inférieure de la feuille. - 2. Bouton de fleur. - 3. Calice. - 4. Corolle. - 5. Étamines. - 6. Piſtil compoſé de deux ovaires. Styles. Stigmates. - 7. Silique. - 8. Semence.

En 1775, le botaniste Aublet a décrit cette espèce sous deux noms différents Matelea palustris et Matelea latifolia, dont les protologues sont les suivants : 

« 1. MATELEA (paluſtris) foliis oblongo-ovatis, acuminatis, floribus axillaribus. (TABULA 109.)
Planta bipedalis, caules plures, nodoſos, rectos, annuos è radice perenni protrudens. Folia oppoſita, ovato-oblonga, anguſta, acuta, integerrima, biglanduloſa, longè petiolata, petiolis ad baſim, etiam biglanduloſis, & lineà, utrinquè villoſà connexis. Flores corymboſi axiliares ; pedunculi communes, & partiales squamula brevi ad baſim muniuntur.
Varietas hujuſdem plantæ obſervatur, foliis amplioribus, calice majori, & corollis omninò viridibus.
Florent fructumque ferunt Junio.
Habitant ad ripam amnis propè prædium Sancti Regis. Partes quælibet hujus plantæ vulneratæ lacteum ſuccum fundunt.

2. MATELEA (latifolia) foliis ovato-oblongis, floribus axillaribus. (Tabula 109. Fig. 2.)

LA MATELÉE des marais. (Planche 109. Fig. 2.)
La racine de cette plante pouſſe pluſieurs tiges ſimples & quelquefois rameuſes, qui s'élèvent à la hauteur de deux à trois pieds & plus. Elles ſont cylindriques, noueuſes, garnies de deux feuilles oppoſées, liſſes, vertes, molles, ovales, étroites, & terminées par une longue pointe. Elles ont en deſſus à leur partie inférieure deux petits corps glanduleux. Leur pédicule eſt long d'un demi-pouce. Il eſt auſſi garni à ſa baſe de deux petits corps glanduleux. Les nœuds ſur leſquels ſont attachées les deux feuilles, ſont entourés de poils. De l'aiſſelle de 1'une & de l'autre feuille, & ſouvent de l'aiſſelle d'une des deux ſeulement naît un bouquet de fleurs dont le pédoncule eſt garni de petites écailles, d'entre leſquelles partent de petits pédoncules ſimples, grêles, de demi-pouce de long, qui portent chacun une fleur. 
Le calice eſt d'une ſeule pièce, diviſé profondément en cinq parties, vertes, aiguës. 
La corolle eſt verdâtre, d'une ſeule pièce. Son tube eſt très court, attaché au fond du calice autour de la baſe de l'ovaire. Son limbe évaſé s'épanouit : il eſt partagé en cinq lobes arrondis qui, par un de leurs bords ſe recouvrent en partie. Les étamines ſont au nombre de cinq, attachées au bas du tube par un court filet. Les anthères forment par leur réunion un corps à cinq angles applatis en deſſus, qui ferment l'entrée du tube. lorſqu'on détache ce corps, on le ſéparé aiſément en cinq portions, ſur chacune deſquelles, à leur face intérieure, on apperçoit de la pouſſière ſéminale. 
Le piſtil eſt compoſé de deux ovaires attachés au fond du calice. Ils ſont ovoïdes, ſurmontés chacun d'un style termine par un ſtigmate creuſé en forme de bec d'aiguière. Ce piſtil eſt entièrement caché dans la cavité qui ſe trouve au centre des étamines réunies. Des deux ovaires du piſtil il en avorte preſque toujours un. Celui qui murit devient une longue silique verte, ſèche, à cinq angles, ſur laquelle l'on apperçoit pluſieurs petits corps ſemblables à des verrues. Cette ſilique à cinq pouces de long & s'ouvre en deux valves minces ; elle renferme intérieurement une cloiſon longue & membraneuſe, ſur laquelle ſont attachées par un cordon ombilical un grand nombre & semences applaties, crénelées à leurs bords, & couchées les unes ſur les autres. 
J'ai vu une variété & cette plante qui m'a paru n'en différer que par les feuilles beaucoup plus grandes ; par le calice plus allongé, & par les fleurs qui étoient entièrement vertes. On en a repréſenté une feuille de grandeur naturelle. 
J'ai trouvé ces deux plantes au bord du ruiſſeau qui traverſe la ſavane de l'habitation dite Stregin. Elles étoient en fleur & en fruit dans le mois de Juin. 
Ces plantes coupées ou déchirées rendent un ſuc laiteux. »

— Fusée-Aublet, 1775.